# Juan de Oviedo

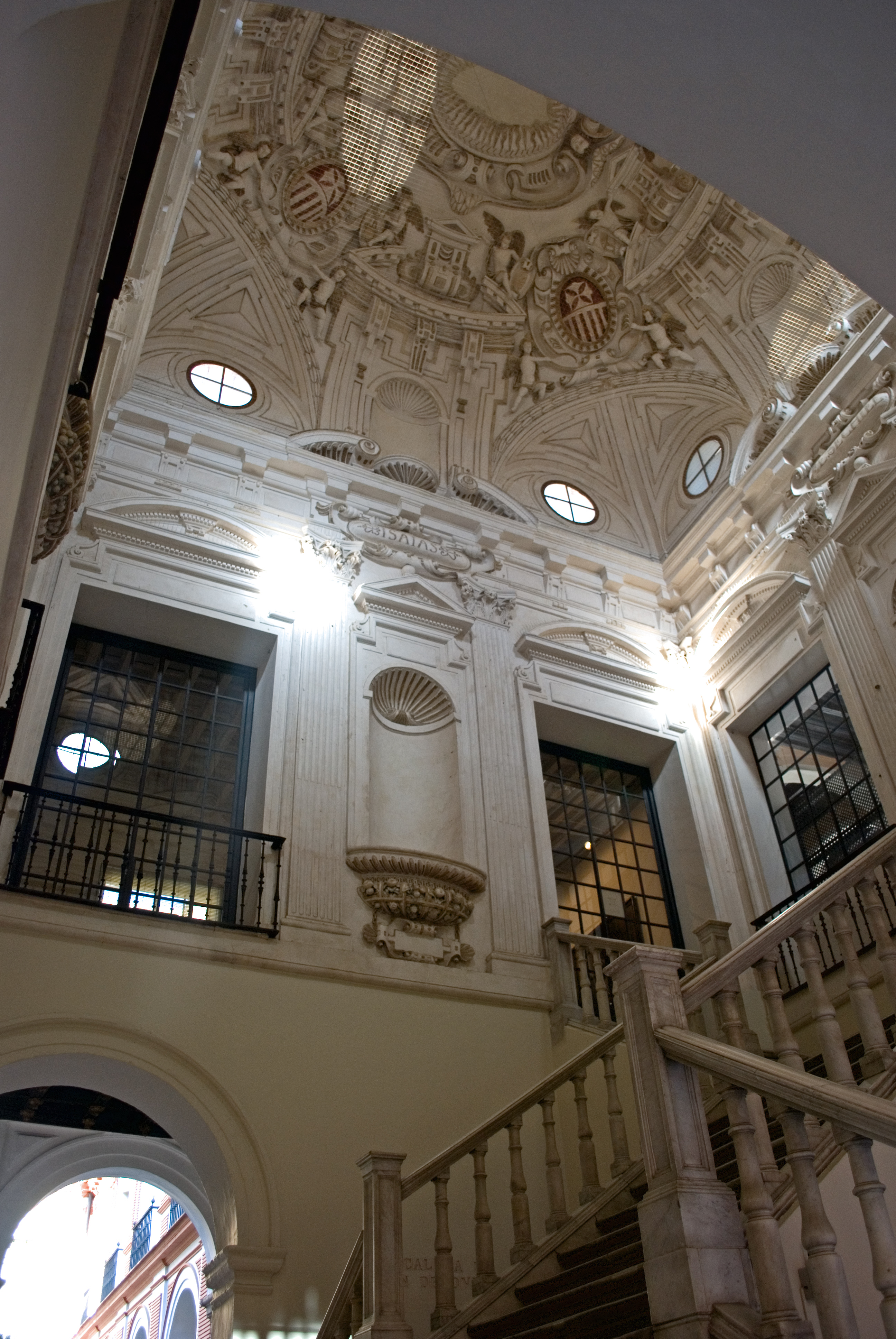
Détail de l'escalier intérieur du musée des beaux-arts de Séville, réalisé par Juan de Oviedo.

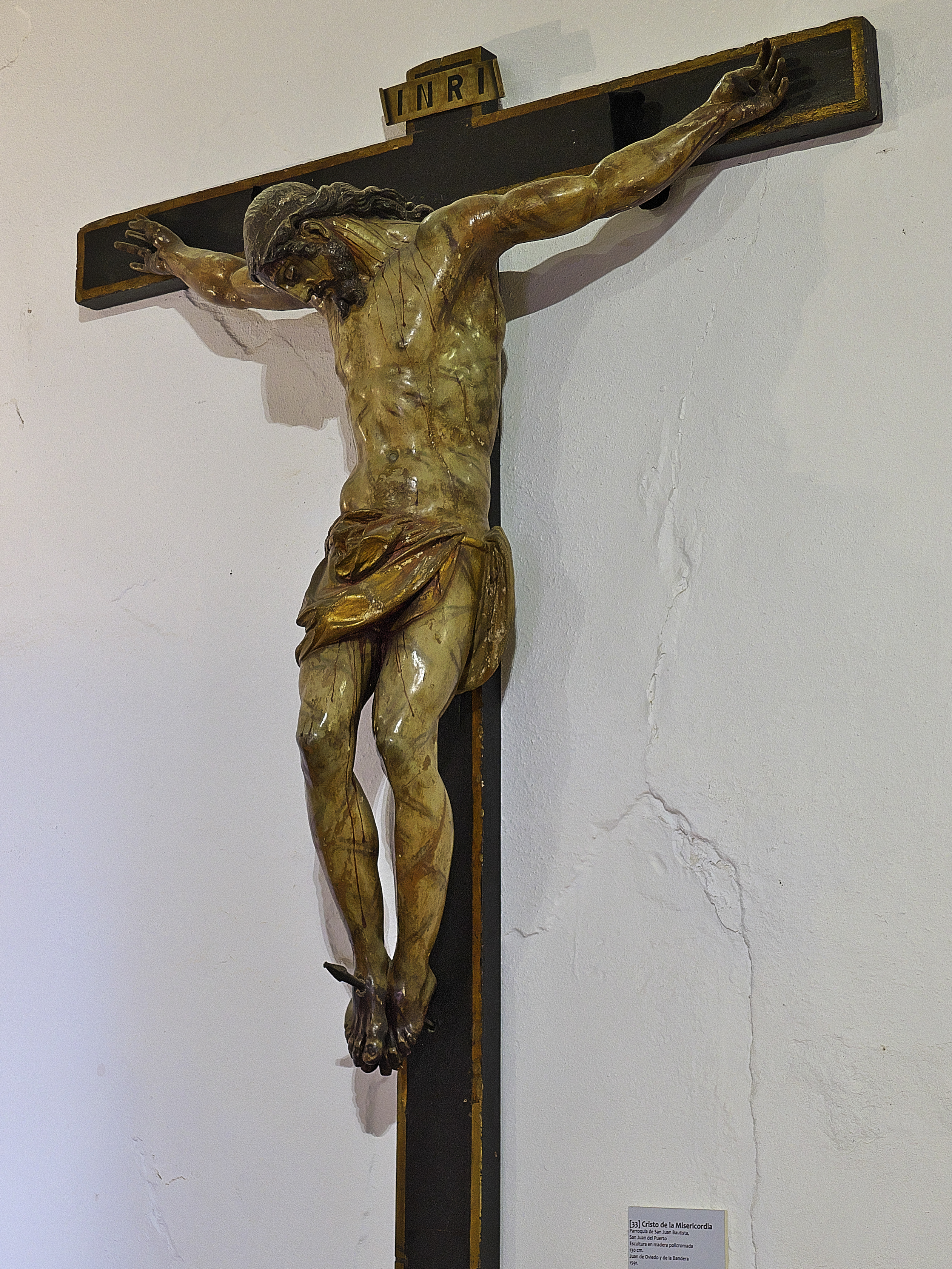
Christ de la Miséricorde de l'église Saint-Jean-Baptiste de San Juan del Puerto.

Juan de Oviedo y de la Bandera (Séville, 21 mai 1565 - Salvador de Bahia, 25 mars 1625), dit Oviedo le Jeune, est un architecte, sculpteur et ingénieur militaire espagnol.

## Biographie
Juan de Oviedo est le fils d'un sculpteur d'Ávila, Juan de Oviedo, dit le Vieux. il commence sa carrière comme sculpteur et spécialiste des retables, dans un cercle proche de son oncle Juan Bautista Vázquez le Vieux. En 1586, il accède au grade de maître sculpteur, tailleur de pierre et architecte et il est nommé maître majeur de la municipalité de Séville en 1603.

## Œuvre
Sa première œuvre connue est le catafalque érigé pour la cérémonie funèbre de Philippe II à la cathédrale de Séville, réalisé en 1598. Il fait de même pour celle de Marguerite d'Autriche en 1611. Il est fait jurat et maître majeur de la ville de Séville, et chevalier de Montesa en 1617. Il jouit alors d'une grande célébrité et il est loué par de grands poètes, et immortalisé par exemple dans un sonnet fameux de Cervantès.
Juan de Oviedo est un architecte reconnu, auteur d'ouvrages hydrauliques et de fortifications, si bien qu'en 1600 il est nommé ingénieur militaire. Il réalise des travaux afin de résoudre les problèmes liés aux inondations du Guadalquivir,  de permettre la distribution d'eau, la réparation d'édifices, etc. Il agit aussi bien en Andalousie que dans le nord de l'Espagne. Ses projets concernant la fortification de Gibraltar ou de Cadix sont importants, ainsi que son projet de remparts et de bastion pour Almería. Il fait un travail de reconnaissance pour les fortifications de Navarre et de la province de Guipuscoa.
À Séville, il est l'auteur d'un théâtre (1614-1616), du couvent de l'Assomption (1615), du couvent de l'Incarnation de Belén (qui ont disparu) et d'œuvres conservées comme l'église du couvent Saint-Benoît (1612), le portail du couvent de la Mère-de-Dieu de Séville (1590), les retables de l'église de l'hospice des Vénérables de Séville, le portail et le relief de la Vierge à l'Enfant de la façade de l'église Sainte-Marie-de-Jésus pour lequel il montre de grands dons. Il restaure l'église Sainte-Claire de Séville, y rajoute un portique latéral et une flèche (1620-1622).
Son œuvre la plus emblématique est l'église du couvent de Notre-Dame-de-la-Merci, couvent devenu le musée des beaux-arts de Séville, œuvre qui a commencé en 1602 et dont la phase principale s'est achevée en 1612. Il crée des espaces classiques de tendance maniériste d'une grande élégance dont se détachent les cloîtres, avec des arcades sur des colonnes toscanes au rez-de-chaussée et des fenêtres alternant avec des murs lisses à l'étage supérieur. Son escalier monumental est remarquable ; il donne accès aux trois patios et il est couvert d'une coupole sur trompettes décorées de plâtre de style maniériste. Son élégante église, à une nef avec transept, est recouverte d'une voûte en berceau surmontée de lunettes dans la nef et d'une coupole au-dessus du transept, toutes abondamment recouvertes de peintures murales.
Il construit aussi à Sanlúcar de Barrameda l'église de la Merci, à partir de restes d'Alonso de Vandelvira modifiés postérieurement.
Juan de Oviedo meurt en pleine maturité artistique au cours d'un acte belliqueux à Salvador de Bahia, (Brésil), le 25 mars 1625, accomplissant son service en qualité d'ingénieur militaire.